# Józef Kowalczyk
Józef Kowalczyk (n. 28 august 1938, Jadowniki Mokre⁠(d), Powiatul Tarnów, voievodatul Polonia Mică, Polonia) este un arhiepiscop polonez, nunțiu apostolic în Varșovia între anii 1989–2010.

## Biografie
În 1963 și-a început studiile în domeniul dreptului canonic la Universitatea Catolică din Lublin, pe care le-a continuat studiile la Universitatea Pontificală Gregoriana din Roma. Ulterior a studiat arhivistica la Arhiva Secretă a Vaticanului. A lucrat în Secretariatul de Stat al Sfântului Scaun, unde a organizat și condus secțiunea poloneză. În 1978 a îndeplinit funcția de șef al comisiei pentru publicarea scrisorilor și lucrărilor lui Karol Wojtyła. La 26 august 1989 papa Ioan Paul al II-lea l-a numit nunțiu apostolic în Polonia.
Din anul 2010 până în 2014 a fost arhiepiscop al Arhidiecezei de Gniezno și primat al Poloniei.

## Legături externe
- ru  Архиепископ Юзеф Ковальчик назначен новым примасом Польши Arhivat în 15 decembrie 2014, la Wayback Machine.
- ru  Юзеф Ковальчик[nefuncțională]
- pl  Ks. abp Józef Kowalczyk nowym Prymasem Polski!